# Isorropus aureomaculata
Isorropus aureomaculata là một loài bướm đêm thuộc phân họ Arctiinae, họ Erebidae.